# レオン・ジュオー
レオン・ジュオー（Léon Jouhaux、1879年7月1日-1954年4月28日）は、フランスの労働組合活動家。

## 生涯
パリ近郊のパンタン出身。父はオーベルヴィリエの工場で働いていたが、ストライキのために給料の支給が停止され、ジュオーは学校を退学しなければならなかった。16歳の時から工場で働き始め、すぐに労働組合の中心的な存在になった。1900年に父が失明、退職に追いやった白リンの使用に抗議するストライキに加わった。
1906年、フランスのナショナルセンターであるフランス労働総同盟の地域代表に選出される。1909年に会計係になり、その後すぐに事務局長に就任して1947年まで務めた。労働組合長としての目標は初期の労働運動に近いもので、1日8時間労働、団結権、団体交渉権の確認、休日出勤の賃金の支払いといったものだった。人民戦線が活動する間にも、1936年にマティニョン協定の締結を果たすなど、労働環境の向上に多大な貢献をしてきた。
第二次世界大戦の開戦前には、戦争に反対する組織をいくつも立ち上げている。しかし戦争が始まると、ナチス・ドイツが勝利すればヨーロッパの民主主義が破壊されると信じ、フランスを支援した。そして戦争中はナチスのブーヘンヴァルト強制収容所に収監されている。
戦後はフランス労働総同盟を離れ、社会民主主義的な新しい組織を作った。そして1951年にノーベル平和賞を受賞している。
国際的に見ると、彼の活動は後の国際労働機関や世界労働組合連盟の設立につながったと言える。
1954年に死去。亡骸はパリのペール・ラシェーズ墓地に葬られた。